# ホテル難民
ホテル難民（ホテルなんみん）、もしくは宿泊難民（しゅくはくなんみん）とは、何らかの理由でホテルや旅館などの宿泊施設を利用できない状態を難民に例えた用語である。

## 概要
単に宿泊施設に空室がない状態だけを指すわけではなく、宿泊費の高騰や需要と供給のアンバランスにより、予算に合う宿泊施設が存在しない状態を指すこともある。
日本においては、コロナ禍収束以降のインバウンド観光客増加の影響による宿泊費の高騰を受け、社会問題化した。会社の経費による宿泊費の範囲内での宿泊が難しくなる「出張難民」も生まれている。
宿泊施設の不足の原因として、外国人観光客の増加による需要だけでなく、ホテルや旅館の人手不足により客室すべてを稼働できないケースも多く存在している。その背景には、コロナ禍の間にバイトや従業員が離れた影響があると指摘されている。宿泊費の高騰の背景には、インバウンド需要の増加の他、人件費や光熱費の高騰、ダイナミック・プライシングの普及が指摘されている 。
宿を確保できない出張難民がインターネットカフェを利用するケースも増えており、空港の国際線ロビーに宿泊するケースや、カーシェアリングを利用した車中泊、ラブホテルに泊まる例や野宿を行うケースもある。
また、人気芸能人の出演するイベントが地方都市で開催されるとその影響でホテル難民が発生することもあり、嵐のコンサートが2015年9月に宮城県で開催された時には、学会などの各種イベントが延期や中止を余儀なくされ、また、2015年末の福岡市でのコンサートの際には、市が民泊への協力を募ったとされる。
関西・大阪万博の開催に伴う宿泊費の高騰に伴い、関西と四国・九州を結ぶ夜行フェリーの利用者が増えていることが報じられている。

## ホテル難民が起きる主な原因
- インバウンド需要の増加によるもの。
- 人手不足によるもの。
- 繁忙期によるもの。
  - ゴールデンウィーク、お盆、年末年始など。
  - 旧正月の時期には、中華人民共和国、台湾などの中華圏だけでなく、大韓民国、ベトナムなども長期休暇になるため、外国人観光客の増加が見込まれる。
  - 大学入学共通テストの行われる1月中旬や入学試験の集中する2月などの受験シーズン。旧正月の時期と重なる場合もある。
- 大規模イベント開催によるもの
  - 祭りやロック・フェスティバル、コミックマーケットなどの定期的に開催される大規模イベントによるもの。
  - オリンピック大会や国際博覧会などの毎回開催国が変わる国際的行事によるもの。
  - 人気芸能人のライブ・コンサート開催に伴うもの。
    - 特にジャニーズ事務所（現STARTO ENTERTAINMENT）所属タレントのものは話題になることが多い。

  - 学会の開催に伴うもの[7]。
- 鉄道事故や自然災害などにより輸送障害が起きたことによるもの。